# Itatinga (ort)
Itatinga är en ort i Brasilien.   Den ligger i kommunen Itatinga och delstaten São Paulo, i den södra delen av landet, 800 km söder om huvudstaden Brasília. Itatinga ligger 850 meter över havet och antalet invånare är 15 696.
Terrängen runt Itatinga är platt norrut, men söderut är den kuperad.
Omgivningarna runt Itatinga är huvudsakligen savann. Runt Itatinga är det glesbefolkat, med 19 invånare per kvadratkilometer.